# T-Shirt (Migos)
T-Shirt è il singolo trap del trio hip hop statunitense Migos. Ha debuttato nelle radio americane il 14 febbraio 2017 come secondo singolo estratto dell'album in studio Culture.

## Produzione
La canzone è stata prodotta dal duo statunitense Nard & B assieme a TrenchWerk XL.

## Video musicale
Il video musicale della canzone, diretto da DAPS e Quavo. È stato girato su una catena montuosa vicino al lago Tahoe. Il video è stato pubblicato il 6 gennaio 2017 tramite il canale YouTube dei Migos. A luglio 2020 il videoclip conta 306 milioni di visualizzazioni.

## Tracce
Testi e musiche di Richard Sims, Jr., Born Immaculate, Carlos Walker, Broderick Thompson Smith, James Rosser Jr., Brandon Rackley, Trevon Campbell, Kiari Cephus, Kirshnik Ball, Quavious Marshall.
1. T-Shirt – 4:02

## Performance dal vivo
Il 23 marzo 2017, i Migos si sono esibiti con T-Shirt, insieme ai The Roots, al The Tonight Show con Jimmy Fallon.

## Classifiche
Il singolo ha raggiunto la posizione numero 16 nella classifica statunitense Billboard Hot 100.

### Classifiche settimanali
| Classifica (2017) | Posizione massima |
| ----------------- | ----------------- |
| Canada            | 16                |
| Francia           | 127               |
| Portogallo        | 99                |
| Regno Unito       | 82                |
| Stati Uniti       | 19                |
| Svizzera          | 53                |

### Classifiche di fine anno
| Classifica (2017)         | Posizione |
| ------------------------- | --------- |
| Canada                    | 78        |
| Stati Uniti               | 52        |
| Stati Uniti (R&B/Hip-hop) | 25        |